# Gmina Baligród
Die Gmina Baligród ist eine Landgemeinde im Powiat Leski der Woiwodschaft Karpatenvorland in Polen. Ihr Sitz ist das gleichnamige Dorf mit etwa 1400 Einwohnern.

## Gliederung
Zur Landgemeinde (gmina wiejska) Baligród gehören folgende zehn Dörfer mit einem Schulzenamt:
Baligród
Cisowiec
Jabłonki
Kiełczawa
Mchawa
Nowosiółki
Roztoki Dolne
Stężnica
Zahoczewie
Żerdenka
Weitere Ortschaften der Gemeinde sind Bystre, Kołonice, Łubne, Rabe, Żernica Niżna und Żernica Wyżna.